# ジミー・ハーゲット
ジミー・マシュー・ハーゲット（Jimmy Matthew Herget, 1993年9月9日 - ）は、アメリカ合衆国フロリダ州タンパ出身のプロ野球選手（投手）。右投右打。MLBのコロラド・ロッキーズ所属。

## 経歴

### プロ入り前
2012年のMLBドラフト40巡目（全体1229位）でアトランタ・ブレーブスから指名されたが、この時は契約せずにサウスフロリダ大学へ進学した。

### プロ入りとレッズ時代
2015年のMLBドラフト6巡目（全体175位）でシンシナティ・レッズから指名され、プロ入り。契約後、傘下のパイオニアリーグのルーキー級ビリングス・マスタングスでプロデビュー。24試合に登板して3勝0敗15セーブ、防御率3.20、26奪三振を記録した。
2016年はA+級デイトナ・トーテュガスでプレーし、50試合に登板して4勝4敗24セーブ、防御率1.78、83奪三振を記録した。
2017年はAA級ペンサコーラ・ブルーワフーズとAAA級ルイビル・バッツでプレーし、2チーム合計で52試合に登板して4勝4敗25セーブ、防御率2.90、72奪三振を記録した。7月にはオールスター・フューチャーズゲームのアメリカ合衆国選抜に選出された。
2018年はAAA級ルイビルでプレーし、52試合に登板して1勝3敗、防御率3.47、65奪三振を記録した。オフの11月20日にルール・ファイブ・ドラフトでの流出を防ぐために40人枠入りした。
2019年は開幕をAAA級ルイビルで迎えた。7月1日にメジャー初昇格を果たし、7日のクリーブランド・インディアンス戦でメジャーデビュー。この年メジャーでは5試合に登板した。オフの11月25日にDFAとなった。

### レンジャーズ時代
2019年12月2日にウェイバー公示を経てテキサス・レンジャーズへ移籍した。12月21日にアドリス・ガルシアの加入によってDFAとなり、2020年1月9日にマイナー契約で傘下のAAA級ナッシュビル・サウンズへ配属された。
2020年シーズン開幕後の7月31日にメジャー契約を結んでアクティブ・ロースター入りした。この年は20試合（先発1試合）に登板して1勝0敗、防御率3.20、17奪三振を記録した。オフの12月2日にノンテンダーFAとなったが、11日に再契約を交わした。
2021年2月16日にジョシュ・スボーツの加入によってDFAとなり、20日にマイナー契約でAAA級ラウンドロック・エクスプレスへ配属された。シーズンでは5月のマイナーリーグ開幕からAAA級ラウンドロックでプレーし、8月2日にメジャー契約を結んでアクティブ・ロースター入りした。AAA級ラウンドロック降格後の8月13日にDFAとなり、15日にFAとなった。

### エンゼルス時代
2021年8月16日にロサンゼルス・エンゼルスとマイナー契約を結び、傘下のAAA級ソルトレイク・ビーズへ配属された。8月31日にメジャー契約を結んでアクティブ・ロースター入りした。この年メジャーでは移籍前を含めた2球団合計で18試合に登板して2勝3敗、防御率5.30、20奪三振を記録した。
2022年は開幕ロースター入りし、夏にクローザーのライセル・イグレシアスがトレードされた後は、セットアッパーやクローザーとして起用されるようになった。最終的にキャリアハイとなる49試合に登板、2勝1敗9セーブ6ホールド、防御率2.48という成績を記録した。
2023年は29試合に登板したが、2勝4敗、防御率4.66と振るわなかった。
2024年は開幕をAAA級ソルトレイクで迎え、4月28日にザック・クリストファクのメジャー昇格に伴ってDFAとなった。

### ブレーブス時代
2024年5月2日に金銭トレードで、ブレーブスへ移籍した。ブレーブスでは8試合に登板し、0勝1敗、防御率4.38という成績を挙げたが、9月11日にDFAとなった。

### カブス時代
2024年9月13日にウェイバー公示を経てシカゴ・カブスへ移籍したが、移籍後の登板は無かった。オフに11月4日にロブ・ザストリズニーを獲得したことに伴い、DFAとなった。

### ロッキーズ時代
2024年11月8日にウェイバー公示を経てコロラド・ロッキーズへ移籍した。

## 選手としての特徴
フリスビーのようなフォームで投げる変則サイドスロー右腕である。大きく左に割れるスライダーとシンカーとカーブが投球の9割を占め、チェンジアップとストレートも僅かながら投げる。

## 詳細情報

### 年度別投手成績
| 年 度    | 球 団    | 登 板 | 先 発 | 完 投 | 完 封 | 無 四 球 | 勝 利 | 敗 戦 | セ 丨 ブ | ホ 丨 ル ド | 勝 率 | 打 者 | 投 球 回 | 被 安 打 | 被 本 塁 打 | 与 四 球 | 敬 遠 | 与 死 球 | 奪 三 振 | 暴 投 | ボ 丨 ク | 失 点 | 自 責 点 | 防 御 率 | W H I P |
| -------- | -------- | ----- | ----- | ----- | ----- | -------- | ----- | ----- | -------- | ----------- | ----- | ----- | -------- | -------- | ----------- | -------- | ----- | -------- | -------- | ----- | -------- | ----- | -------- | -------- | ------- |
| 2019     | CIN      | 5     | 0     | 0     | 0     | 0        | 0     | 0     | 0        | 0           | ----  | 26    | 6.1      | 8        | 2           | 3        | 0     | 0        | 0        | 1     | 0        | 3     | 3        | 4.26     | 1.74    |
| 2020     | TEX      | 20    | 1     | 0     | 0     | 0        | 1     | 0     | 0        | 1           | 1.000 | 87    | 19.2     | 13       | 2           | 14       | 1     | 2        | 17       | 0     | 0        | 7     | 7        | 3.20     | 1.37    |
| 2021     | TEX      | 4     | 0     | 0     | 0     | 0        | 0     | 1     | 0        | 1           | .500  | 18    | 4.0      | 5        | 1           | 0        | 0     | 1        | 2        | 0     | 0        | 5     | 4        | 9.00     | 1.25    |
| 2021     | LAA      | 14    | 0     | 0     | 0     | 0        | 2     | 2     | 0        | 0           | .500  | 60    | 14.2     | 15       | 0           | 4        | 1     | 2        | 18       | 0     | 1        | 7     | 7        | 4.30     | 1.30    |
| '21計    | LAA      | 18    | 0     | 0     | 0     | 0        | 2     | 3     | 0        | 1           | .400  | 78    | 18.2     | 20       | 1           | 4        | 1     | 3        | 20       | 0     | 1        | 12    | 11       | 5.30     | 1.29    |
| 2022     | LAA      | 49    | 1     | 0     | 0     | 0        | 2     | 1     | 9        | 6           | .667  | 266   | 69.0     | 48       | 4           | 15       | 3     | 3        | 63       | 0     | 0        | 20    | 19       | 2.48     | 0.91    |
| 2023     | LAA      | 29    | 1     | 0     | 0     | 0        | 2     | 4     | 0        | 6           | .333  | 127   | 29.0     | 33       | 7           | 8        | 3     | 2        | 26       | 0     | 0        | 15    | 15       | 4.66     | 1.41    |
| 2024     | ATL      | 8     | 0     | 0     | 0     | 0        | 0     | 1     | 0        | 0           | .000  | 52    | 12.1     | 13       | 2           | 3        | 0     | 0        | 15       | 0     | 0        | 6     | 6        | 4.38     | 1.30    |
| MLB：6年 | MLB：6年 | 129   | 3     | 0     | 0     | 0        | 7     | 9     | 9        | 14          | .438  | 636   | 155.0    | 135      | 18          | 47       | 8     | 10       | 141      | 0     | 1        | 63    | 61       | 3.54     | 1.17    |

- 2024年度シーズン終了時

### 年度別守備成績
| 年 度 | 球 団 | 投手（P） | 投手（P） | 投手（P） | 投手（P） | 投手（P） | 投手（P） |
| 年 度 | 球 団 | 試 合     | 刺 殺     | 補 殺     | 失 策     | 併 殺     | 守 備 率  |
| ----- | ----- | --------- | --------- | --------- | --------- | --------- | --------- |
| 2019  | CIN   | 5         | 1         | 0         | 0         | 0         | 1.000     |
| 2020  | TEX   | 20        | 0         | 1         | 0         | 0         | 1.000     |
| 2021  | TEX   | 4         | 1         | 1         | 0         | 0         | 1.000     |
| 2021  | LAA   | 14        | 0         | 1         | 0         | 0         | 1.000     |
| '21計 | LAA   | 18        | 1         | 2         | 0         | 0         | 1.000     |
| 2022  | LAA   | 49        | 5         | 6         | 0         | 0         | 1.000     |
| 2023  | LAA   | 29        | 1         | 2         | 0         | 1         | 1.000     |
| 2024  | ATL   | 8         | 0         | 0         | 1         | 0         | .000      |
| MLB   | MLB   | 129       | 8         | 11        | 1         | 1         | .950      |

- 2024年度シーズン終了時

### 記録
MiLB
- オールスター・フューチャーズゲーム選出：1回（2017年）

### 背番号
- 49（2019年、2021年 - 同年途中）
- 64（2020年、2024年）
- 46（2021年途中 - 2023年）
- 44（2025年 - ）